# Barrage de la Valette
Cet article concerne un barrage édifié en Corrèze. Pour celui situé dans la Haute-Loire, voir barrage de Lavalette.
Le barrage de la Valette, parfois appelé barrage de Marcillac, est un barrage français situé dans le Massif central, en Corrèze, sur le Doustre, en région Nouvelle-Aquitaine.

## Histoire
Le barrage de la Valette est édifié au sortir de la Seconde Guerre mondiale, entre 1945 et 1949.

## Localisation
De type voûte en béton, il est situé en Corrèze, sur le Doustre, un affluent de la Dordogne, entre les communes de Marcillac-la-Croisille (rive gauche) et Saint-Pardoux-la-Croisille (rive droite).
Ses principales caractéristiques sont les suivantes :
- hauteur : 50 mètres ;
- longueur de crête : 207 mètres ;
- largeur de crête : 2,50 mètres ;
- épaisseur à la base : 8,75 mètres ;
- volume du barrage : 30 000 m3.

La production électrique ne s'effectue pas directement au barrage mais cinq kilomètres au sud-est, sur le territoire de Marcillac-la-Croisille, à l'usine de Nougein, alimentée en eau par une conduite forcée.
La centrale est équipée de deux groupes générateurs d'un puissance totale de 33 000 kW et d'une productibilité annuelle de 64 millions de kWh.

## Lac de retenue
Ce barrage a permis la création du lac de la Valette (ou de Marcillac, ou de Marcillac-la-Croisille), long de huit kilomètres et d'une superficie de 230 hectares. Il est situé au nord-est du bourg de Saint-Pardoux-la-Croisille et à l'ouest de celui de Marcillac-la-Croisille. Outre ces deux communes, il en borde deux autres en amont : Champagnac-la-Noaille et Lafage-sur-Sombre. Sa mise en eau a fait disparaître un hameau, quatre moulins et huit ponts.

## Galerie

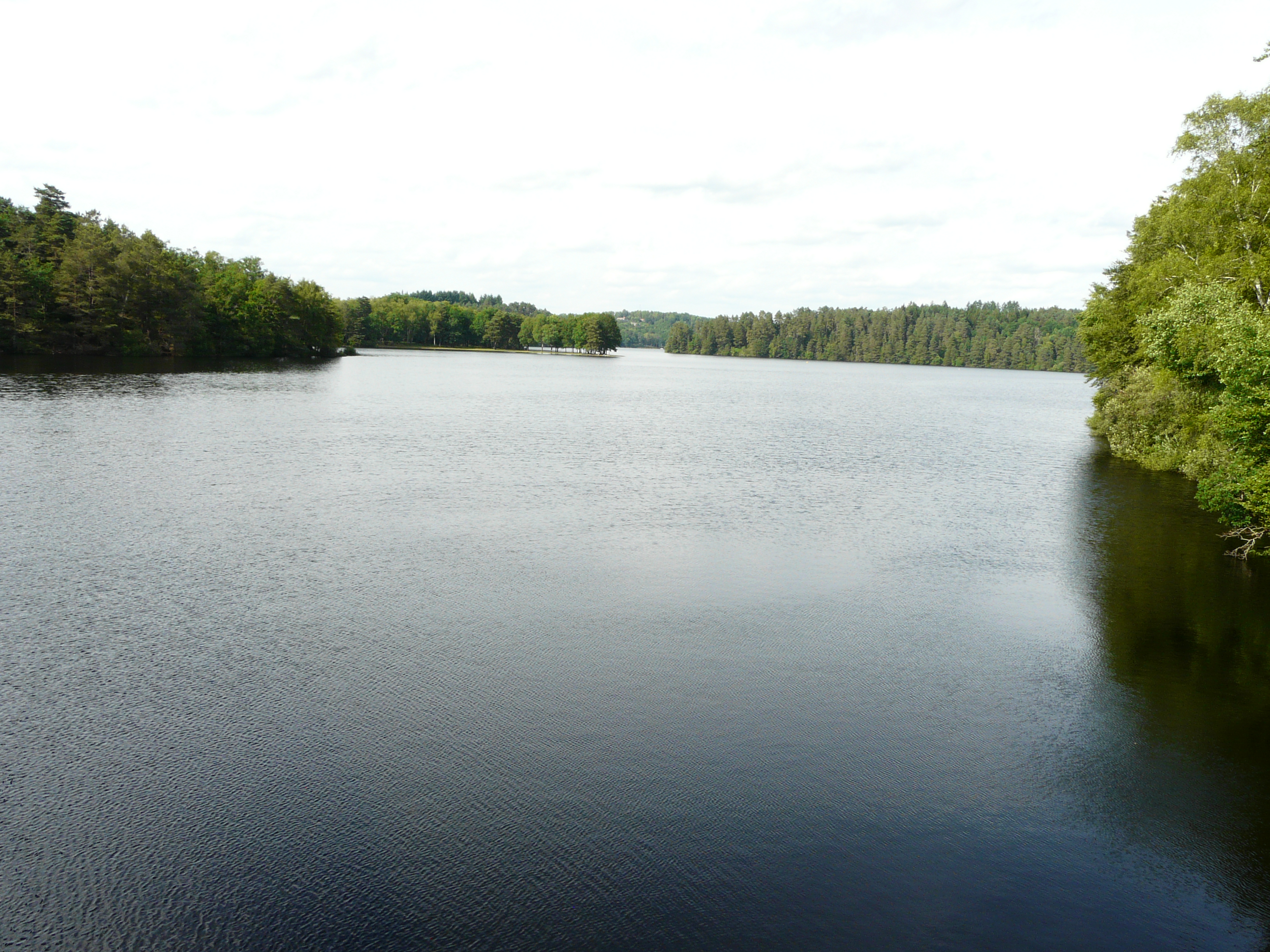
La retenue juste en amont du barrage.
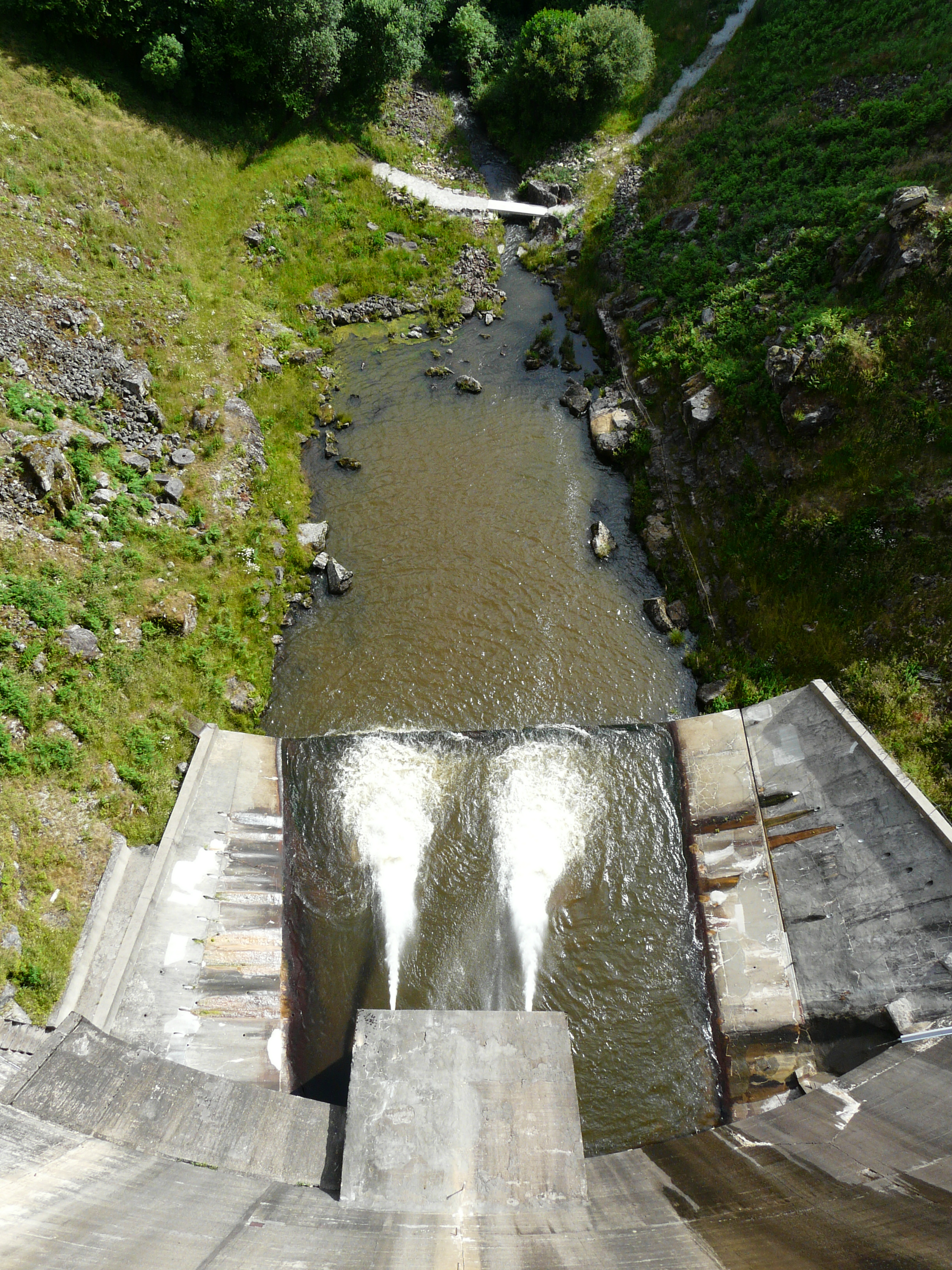
Le Doustre juste en aval du barrage.
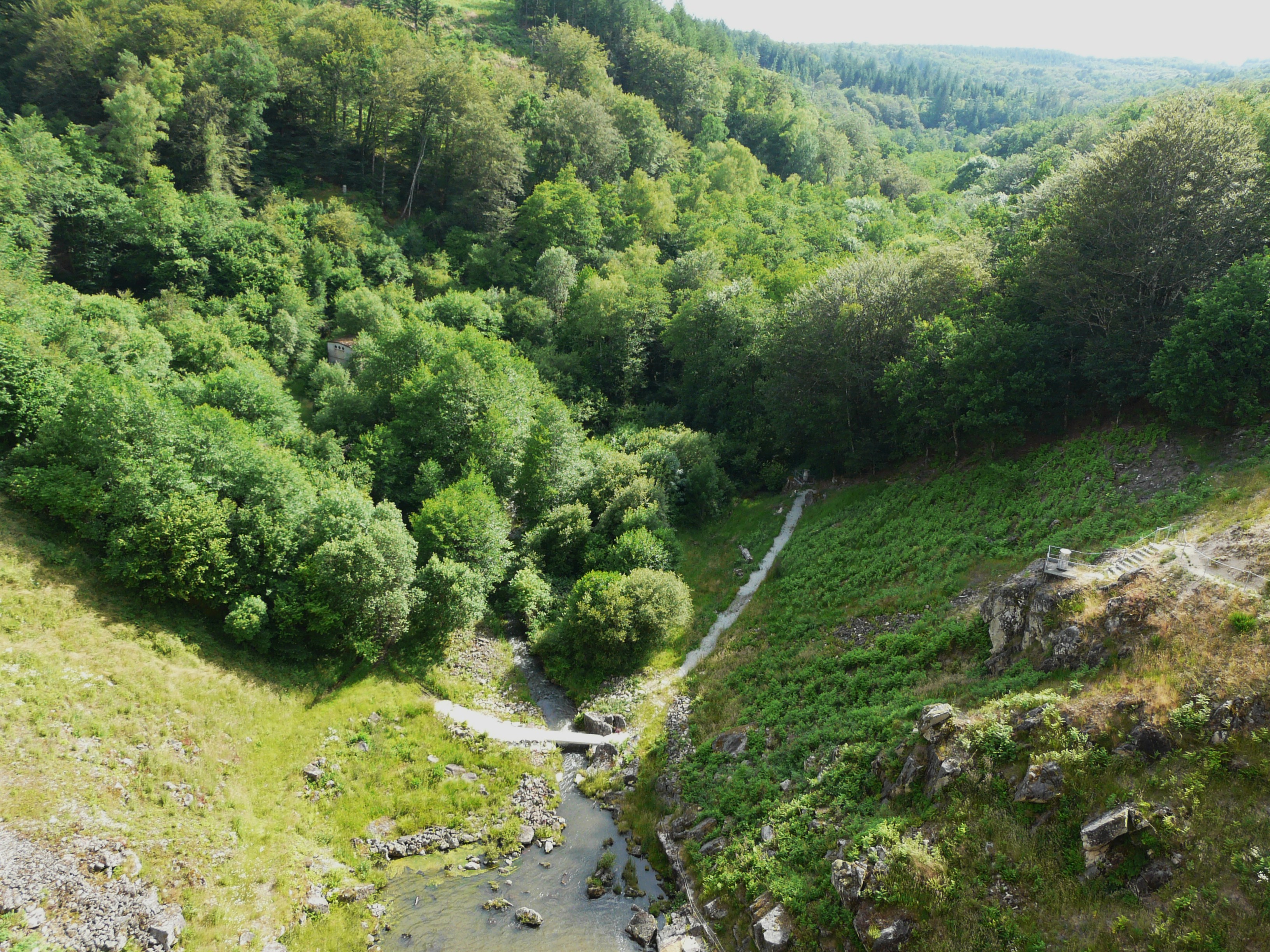
Le Doustre juste en aval du barrage.